# Ty Pennington
Tygert Burton "Ty" Pennington (ur. 19 października 1964 w Atlancie) – stolarz, osoba znana z programów telewizyjnych i model.
Najczęściej kojarzony jest z prowadzenia programu Extreme Makeover: Home Edition (Dom nie do poznania), który w Polsce jest aktualnie wyświetlany przez telewizję Polsat i BBC Lifestyle, oraz Domy ekstremalne metamorfozy - kulisy wyświetlany przez BBC Entertainment i BBC Lifestyle. Wcześniej Pennington był stolarzem w reality show telewizji TLC Trading Spaces.
W wieku 17 lat zdiagnozowano u niego zespół nadpobudliwości psychoruchowej z deficytem uwagi (ADHD). Dzisiaj jest rzecznikiem organizacji ADHD Experts on Call i wykorzystuje Adderall XR do leczenia. Jego matka, dr Yvonne Pennington jest psychologiem, który zajmuje się leczeniem chorych na ADHD i depresję.
Pennington nauczył się pracy w drewnie bardzo wcześnie. Uczył się w Art Institute of Atlanta, pracując w tym samym okresie jako stolarz. Po ukończeniu Instytutu kontynuował pracę, studiując malarstwo i rzeźbę w Atlanta College of Art. W ostatnim semestrze, Pennington został odkryty przez łowcę głów i wkrótce zaczął karierę modela. Podróżował po świecie, pracował dla J.Crew, Swatch i Sprite i występował w reklamach m.in. Diet Coke, Levi's i Macy's.
Pennington wykorzystał swoje umiejętności w przemyśle rozrywkowym, zostając projektantem. Prawdziwa kariera zaczęła się wraz z programem Trading Spaces telewizji The Learning Channel. Szybko stał się znany ze swojego poczucia humoru i kreatywności.
Kiedy telewizja ABC rozpoczęła tworzenie programu, w którym ekipa przebudowywała domy rodzinne w 7 dni lub mniej, Ty został wybrany na lidera 8-osobowej grupy projektantów. Extreme Makeover: Home Edition szybko stało się wielkim hitem i wyniosło Penningtona na szczyt. Prowadziło to do zawarcia kontraktu z siecią domów handlowych Sears, będącą sponsorem programu.
Pennington jest także autorem wydanej w 2003 roku książki Ty's Tricks: Home Repair Secrets Plus Cheap and Easy Projects to Transform Any Room, poradnika dla ludzi remontujących dom.